# Dionisie cel Smerit
Dionisie cel Smerit, sau Dionisie Exiguul (n. cca 470 - d. cca 545, Roma), a fost un teolog din secolul al VI-lea, originar din Sciția Minor (Dobrogea de astăzi), care este cunoscut pentru propunerea numărării anilor începând cu anul nașterii lui Isus Hristos, sistem de numărare utilizat atât în calendarul iulian cât și în calendarul gregorian.
Sărbătoarea sa este la 1 septembrie în calendarul bizantin și la 4 octombrie în cel latin.

## Viața
Dionisie este prezentat de biograful său, Cassiodor, ca fiind „de neam scit, dar de maniere întru totul romane, foarte priceput în ambele limbi (latină și greacă, n.n.), cunoscător perfect al Sfintei Scripturi și al Dogmaticii”. 
A intrat de tânăr într-o mănăstire dobrogeană, alăturându-se călugărilor sciți. Mai târziu ajunge la Constantinopol, pentru ca în anul 496 să fie chemat la Roma, unde a fost hirotonit preot. 
A trăit mult timp în mănăstirea „Sfânta Anastasia”, de asemenea, a lucrat și în cancelaria papală. 
Tot Cassiodor scria că Dionisie preda dialectica în mănăstirea Vivarium (în Calabria) și că a învățat mulți ani în biserică.

## Proslăvirea
Sfântul Sinod al Bisericii Ortodoxe Române a decis, în ședința din 8-9 iulie 2008, canonizarea Sfântului Cuvios Dionisie Exiguul, cu data de prăznuire la 1 septembrie.

## Scrieri
- A tradus mai multe opere dogmatice din greacă în latină, toate însoțite de prefețe personale: Sf. Grigore de Nyssa (Despre crearea omului, cu unele observații critice), Sf. Chiril al Alexandriei (Epistola 17 împotriva lui Nestorie, cu cele 12 anatematisme și alte epistole), patriarhul Proclu al Constantinopolului (Tomosul către armeni) s.a.

- A tradus și câteva biografii cerute de monahi: Viața Sfântului Pahomie cel Mare, Pocăința minunată a Sfintei Taisia.

- A mai tradus și o colecție de canoane, cele zise „apostolice”, ale primelor patru sinoade ecumenice și ale unor sinoade locale (în două versiuni); a mai întocmit o colecție de decrete (latină: Collectio decretorum Pontificum Romanorum) a opt papi: de la Sf. Siricius până la Sf. Anastasius II (384-498). Amândouă colecțiile au cunoscut o largă circulație în Biserica Apuseană.

- I se atribuie și culegerea unei colecții de texte patristice - Florilegiu - din Sfinții Atanasie cel Mare, Vasile cel Mare, Grigorie de Nazianz, Grigorie de Nyssa, Ciprian de Cartagina, Ilarie de Poitiers, Ambrozie al Milanului, Fericitul Augustin și alții.

- A avut bogate cunoștințe de astronomie, calendaristică și calcul pascal. Mai multe lucrări de acest gen îi sunt incluse în Liber de Paschatae sau „Cartea despre Paști”: Pascalia adevărată și regulile îndreptării ei, Precizări pentru stabilirea datei Paștilor, Elementele calculului calendaristic și Pascal etc.

- Dionisie este cel care a fixat „cronologia erei creștine”, luând pentru prima oară ca punct de plecare, pentru numărarea anilor, anul nașterii lui Isus din Nazaret, „începutul nădejdii noastre” și fixând-o în anul 754 sau 753 de la întemeierea Romei. Această cronologie fost adoptată încă din secolul al VII-lea în Italia, din secolul al VIII-lea în Anglia, din secolul IX-lea în Franța, apoi, cu timpul, în toate țările lumii.

- Prin mai multe studii publicate în anii din urmă, Pr. Dr. Gheorghe Drăgulin susține că tot lui Dionisie Exiguul îi aparțin și lucrările atribuite lui Dionisie Areopagitul: Despre numele divine, Ierarhia îngerească, Ierarhia bisericească; Teologia mistică și zece Epistole. Această atribuire nu întrunește însă acordul istoricilor.

## Imnografie
Tropar (glas 1)
Ca o rază strălucitoare ce luminează toată lumea te-ai arătat, Sfinte Cuvioase Dionisie, cel ce al socotit curgerea timpului după Nașterea lui Hristos și ai făcut cunoscute rânduielile Sfinților Părinți. Pentru aceasta îți cântăm cu bucurie: Slavă Celui ce ți-a dat ție înțelepciune; Slavă Celui ce te-a binecuvântat pe tine; Slavă Celui ce lucrează prin tine sfințirea vieții noastre.
Condac (glas 8)
Din Dobrogea strămoșească ai pornit spre Apus ca un apostol, pe Hristos propovăduind și următor Sfinților Părinți făcându-te, Sfinte Cuvioase Dionisie. Lumina ta, Părinte înțelepte, laudă Dumnezeirea cea întreit strălucitoare; pentru aceasta cu dragoste prăznuim sfântă pomenirea ta.

## Anno Domini
Dionisie este recunoscut ca fiind cel care a stabilit principiul Anno Domini, folosit atât în calendarul Iulian cât și în cel Gregorian. 
--- de continuat--

## Stabilirea datei de prăznuire a Sfintelor Paști
În 525 Dionisie elaborează un tabel cu datele de prăznuire a Sfintelor Paști și un set de argumente care îi  susțin logica, la cererea Papei Ioan I. Este interesant de remarcat că primele nouă argumente sunt concepute de Dionisie iar argumentele 10-16, paragrafele secundare ale argumentelor 3 și 4, al treilea paragraf al argumentului 9, sunt atașate ulterior
Argumentele 11 și 12 au fost incluse în anul 675, la scurt timp înainte de  Bede.
Tabelul și argumentele pe baza cărora a fost elaborat au fost prezentate într-o scrisoare (scrisă tot în 525) către episcopul Petronius. În 526 adaugă o altă scrisoare explicativă.
Aceste lucrări se găsesc cuprinse în Patrologia Latina (vol. 67/217) alături de o scrisoare a episcopului Proterius al Alexandriei către Papa Leon (scrisă înainte de 457). Deși Dionisie nu a dat un nume acestor lucrări, colecția de scrieri a fost numită, recent, "Liber de Paschate"- Cartea Paștilor- de către Audette.
Dionisie a făcut abstracție de tabelele utilizate de Biserica Romei, elaborate în 475 de către Victorius al Aquitaniei, fapt fundamentat de faptul că acestea nu se conformau principiilor Alexandrine, fără ca- în fapt- să fie validată existența lor.
Pentru a fi sigur că propriile sale tabele sunt corecte, Dionisie a extrapolat un set de tabele Alexandrine, care circulau în Apus în limba latină dar care nu fuseseră niciodată folosite (în Apus) pentru a stabili data Sfintelor Paști. Acestea erau folosite în Imperiul Bizantin, în limba greacă. Tabelele în latină au fost elaborate în anturajul Sfântului Chiril al Alexandriei, cu puțin timp înainte de moartea sa, în anul 444.
Ele acoperă  o perioadă de 95 de ani sau cinci cicluri decennovenale (de câte 19 ani), cu anii datați în era Dioclețiană, a cărui prim an este 285 ( an al istoriei moderne). Anii dioclețieni erau preferați întrucât faptul că se divid cu 19 furniza un rest egal cu anul ciclului decennovenal (1-19)
Tabelele lui Dionisie au fost rapid adoptate la Roma și începând cu acest moment disputele dintre Roma și Alexandria privind corectitudinea datei de prăznuire a Sfintelor Paști s-au stins. Ambele vor folosi aceleași tabele și deci vor prăznui Paștele în aceeași zi.
Epact-ul (vârsta lunii la 22 martie) din toți anii decennovenali era zero, făcând astfel din Dionisie primul scriitor latin medieval care a adus în discuție principiul numărului zero. Cuvântul latin nulla era folosit pentru că romanii nu aveau un numeral pentru zero.
Pentru a determina anul decennovenal, anul Dionisian plus unu se împărțea la 19. Dacă rezultatul era zero (urmând a fi înlocuit cu 19), era reprezentat prin latinescul nihil.
Ambele "zerouri" au continuat să fie folosite de (printre alții) de Bede. Acesta, bazându-se pe Tablele Paștilor ale lui Dionisie a stabilit fără nici un fel de ambiguitate toate datele Sfintelor Paști în calendarul Iulian. Oricum, în Europa medievală numărul zero a așteptat mileniul doi pentru a intra uz deși el a fost definit ca și  concept în  anul 600 în India.
Dionisie a copiat ultimul ciclu decennovenal al tablelor Chiriliene, finalizat cu anul  dioclețian 247 și a adăugat un nou tabel de 95 de ani cu numele Anni Domini Nostri Jesu Christi (Anii Domnului nostru Iisus Hristos). Așa cum i-a explicat lui Petronius, Dionisie a intenționat să oprească pomenirea unui tiran care a persecutat cu atâta cruzime creștinii. Singurul argument care l-a adus pentru faptul că a început tabelul cu anul 532 a fost acela că mai erau încă șase ani rămași în tabelul Chirilian după anul în care a terminat lucrarea. Pentru acest ultim an el a declarat- axiomatic- că este anul 525 de la Întruparea Domnului nostru Iisus Hristos, fără a face corelații cu momentul în care Întruparea este notată în oricare alt calendar.
Dionisie nu a realizat că datele Paștilor Alexandriene se repetă după 532 de ani, în ciuda faptului că, se pare, cunoștea ciclul Victorian de 532 de ani. El a subliniat doar că data Paștilor  nu  se repetă după 95 de ani. Știa că Paștele Victorian nu concordă cu cel Alexandrin. Prin urmare a acceptat fără dubii faptul că nu există nici o  corelare cu vreun ciclu Alexandrin. Mai mult, evident că nu a realizat că prin simpla înmulțire 19x4x7 (ciclul decennovenal*ciclul anilor bisecti* zile în săptămână) se stabilește ciclul Alexandrin de 532 de ani, altfel, desigur, ar fi menționat acest fapt.
În Biserica Britanică  tabelele lui Dionisie vor fi acceptate după Sinodul de la Whitby din 664, când majoritatea clerului a hotărât că vechea metodă britanică (latercus-ul insulelor celtice-Latercus Paschal Cycle of the Insular Celtic Churches) va fi înlocuită de sistemul Roman. Câteva biserici  și mănăstiri au refuzat ralierea, inițial. La începutul secolului al X-lea, totuși, acceptarea a fost deplină. În Franța, spre sfârșitul secolului al VIII-lea, sub îndrumarea lui Alcuin, la întoarcerea acestuia din insulele britanice, sistemul dionisian va deveni oficial.
Încă începând cu secolul al II-lea, în Imperiul Roman de Răsărit, unii epicopi au început studiile în vederea stabilirii numărului de ani scurși de la nașterea Mântuitorului dar nu s-a ajuns la un consens. Clement Alexandrinul (190) și Eusebiu de Cezareea (320) au consemnat parțial aceste încercări. Întrucât Dionisie nu a impus explicit  anul Întrupării Domnului, cercetătorii vremii au optat pentru principiul anului 1 Anno Domini AD sau anul 1 BC - Before Christ. Majoritatea a preferat  anul 1 BC- istoricii nu admit existența anului Zero. Întrucât Întruparea este prăznuită la 25 martie, zi apropiată de Paști, anul care ar fi fost al 525-lea an  de la Bunavestire ar fi  fost ultimul din ciclul complet de 525 de ani întregi. Prin urmare, un an de la Bunavestire înseamnă 25 martie anul 1, deci Dionisie plasează Bnavestire în anul 1 BC. Pentru că Nașterea  Domnului a fost nouă luni mai târziu, logica lui Dionisie implică (ceea ce el nu afirmă niciodată) că Domnul S-a născut pe 25 decembrie anul 1 BC. Doar un cercetător-  Georges Declerq (Declerq, 2002)-consideră că Dionisie  plasează Bunavestire și Nașterea în anul 1 AD, bazându-se pe structura tablelor Dionisiene. În ambele cazuri Dionisie face abstracție de predecesorii săi care plasează Nașterea în anul pe care noi, acum, îl etichetăm anul 2 BC. În teza sa din 1605, istoricul polonez Laurentius Suslyga este primul care sugerează că de fapt Domnul S-a născut în anul 4 BC [ Marking Time, Duncan Steel], concluzie derivată din interpretarea datelor privindu-l pe Irod cel Mare, pe Filip Tetrarhul și fiica lui Augustus, Julia. Pe baza deducțiilor lui Suslyga și a faptului că Josephus afirmă că imediat după moartea lui Irod a avut loc o eclipsă de lună (Antiquities of the Jews, Book XVII, Chapter VI, Paragraph 4), Kepler (Kepaler and the Star of Bethlehem de W. Burke-Gaffney)plasează moartea lui Irod în anul 4 BC. John Pratt de la Societatea Internationala Planetarium face referire la o altă eclipsă- 29 decembrie anul 1 BC, totuși.
Deși Dionisie afirmă că Primul Sinod de la Niceea în 325 sancționează metoda sa de datare a Sfintelor Paști, documentele care ne-au parvenit sunt ambigue. Un canon al Sinodului stabilește că metodele alexandrină și romană sunt identice, deși nu sunt, în condițiile în care  un delegat alexandrin afirmă într-o scrisoare către obștea din care făcea parte că metoda este acceptată de Sinod. În ambele cazuri, metoda lui Dionisie a fost, în fapt, folosită de Biserica Alexandrină dar nu și de cea din Roma, măcar începând cu 311 și probabil în timpul primei decade din secolul al IV-lea, datele fiind parte componentă a calendarului alexandrin. Astfel încât se poate afirma că  Dionisie nu a dezvoltat o nouă metodă de datare a Paștilor ci, cel mult, putem spune că a făcut, argumentat, conversia de la calendarul alexandrin la cel iulian. Astfel încât rezultă că data Sfintelor Paști prăznuite după calendarul iulian este prima Duminică care urmează Lunii XIV ( a paisprezecea zi a lunii) care  cade pe sau după XII ale Kalendelor Aprilis (21 martie), 12 zile înainte de 12 Aprilie, inclusiv). A 14-a zi a lunii Nissan era data la care se sacrifica mielul pascal (târziu, după amiază), până când  distrugerea celui de-al doilea Templu în 70 a împiedicat continuarea jertfei, ca și ziua în care toată pâinea dospită era strânsă și arsă. :Prin urmare a paisprezecea zi Nissan reprezintă ziua pregătirii pentru Ieșire (Lev 23:5). E posibil ca Alexandria să fi ales această zi întrucât este Ziua Răstignirii conform Evangheliei după Ioan (Ioan 18:28, 19:14). Atunci și acum, Azima este mâncată după apusul Soarelui la începutul zile 15 Nissan. Întrucât data obținută prin metoda de calcul a lui Dionisie folosește calendarul iulian, se mai numește și Paștele Iulian și este  în  majoritate acceptată de Biserica Ortodoxă. Paștele Gregorian folosește aceleași principii și definiții dar relativ la propria interpretare a anilor solari și lunari

## Trilogia publicată de Papa Benedict al XVI-lea
Între 2007 și 2012 Papa Benedict al XVI-lea a publicat trei volume, primele două numindu-se De la botez la schimbarea la față (2007) și De la intrarea în Ierusalim la înviere (2011). Printre alte informații controversate, autorul afirmă că Dionysius Exiguus (Dionisie cel Smerit) a greșit când a calculat calendarul și că Isus Hristos s-a născut de fapt cu câțiva ani înaintea datei de referință folosite în prezent, cel mai probabil între 6-4 î.Hr.